# Natație la Jocurile Olimpice de vară din 2024 - 100 m liber (feminin)
Proba de înot 100 de metri liber feminin de la Jocurile Olimpice de vară din 2024 s-a desfășurat în perioada 30-31 iulie 2024 la Paris Aquatics Centre.

## Recorduri
Înaintea acestei competiții, recordurile mondiale și olimpice erau următoarele:
| Record  | Atlet                | Timp  | Loc                | Data          |
| ------- | -------------------- | ----- | ------------------ | ------------- |
| Mondial | Sarah Sjöström (SWE) | 51,71 | Budapesta, Ungaria | 23 iulie 2017 |
| Olimpic | Emma McKeon (AUS)    | 51,96 | Tokyo, Japonia     | 30 iulie 2021 |

## Program
Orele sunt ora Franței (UTC+1) 
| Data                    | Timp        | Etapă                 |
| ----------------------- | ----------- | --------------------- |
| Marți, 30 iulie 2024    | 12:47 21:33 | Calificări Semifinale |
| Miercuri, 31 iulie 2024 | 20:30       | Finala                |

## Rezultate

### Calificări
Înotătoarele cu cei mai buni 16 timpi s-au calificat în semifinale, indiferent de cursa de calificare în care au participat.
| Poz. | Cursă | Culoar | Înotător                      | Țară                       | Timp    | Note    |
| ---- | ----- | ------ | ----------------------------- | -------------------------- | ------- | ------- |
| 1    | 2     | 4      | Sarah Sjöström                | Suedia                     | 52,99   | CS      |
| 2    | 4     | 4      | Siobhan Haughey               | Hong Kong                  | 53,02   | CS      |
| 3    | 2     | 5      | Yang Junxuan                  | China                      | 53,05   | CS      |
| 4    | 4     | 5      | Marrit Steenbergen            | Olanda                     | 53,22   | CS      |
| 5    | 3     | 4      | Mollie O'Callaghan            | Australia                  | 53,27   | CS      |
| 6    | 3     | 5      | Shayna Jack                   | Australia                  | 53,40   | CS      |
| 7    | 4     | 3      | Torri Huske                   | Statele Unite ale Americii | 53,53   | CS      |
| 8    | 2     | 3      | Gretchen Walsh                | Statele Unite ale Americii | 53,54   | CS      |
| 9    | 3     | 2      | Beryl Gastaldello             | Franța                     | 53,65   | CS      |
| 10   | 3     | 3      | Anna Hopkin                   | Marea Britanie             | 53,67   | CS      |
| 10   | 4     | 1      | Kayla Sanchez                 | Filipine                   | 53,67   | CS, RN  |
| 12   | 4     | 2      | Marie Wattel                  | Franța                     | 53,70   | CS      |
| 13   | 4     | 6      | Wu Qingfeng                   | China                      | 54,03   | CS      |
| 14   | 3     | 6      | Michelle Coleman              | Suedia                     | 54,10   | CS      |
| 15   | 4     | 7      | Neza Klancar                  | Slovenia                   | 54,12   | CS      |
| 16   | 2     | 2      | Maggie Mac Neil               | Canada                     | 54,16   | CS, Ret |
| 17   | 2     | 6      | Barbora Seemanova             | Cehia                      | 54,66   | CS      |
| 18   | 2     | 7      | Kalia Antoniou                | Cipru                      | 54,75   | R       |
| 19   | 3     | 1      | Snaefridur Sol Jorunnardottir | Islanda                    | 54,85   |         |
| 20   | 3     | 7      | Kornelia Fiedkiewicz          | Polonia                    | 55,25   |         |
| 21   | 3     | 8      | Jana Pavalic                  | Croația                    | 55,77   |         |
| 22   | 4     | 8      | Gloria Anna Muzito            | Uganda                     | 55,95   |         |
| 23   | 2     | 1      | Jillian Janis Geohagan Crooks | Insulele Cayman            | 56,15   |         |
| 24   | 2     | 8      | Nesrine Medjahed              | Algeria                    | 57,34   |         |
| 25   | 1     | 4      | Paige Van Der Westhuizen      | Zimbabwe                   | 58,19   |         |
| 26   | 1     | 3      | Tilly Collymore               | Grenada                    | 58,84   |         |
| 27   | 1     | 5      | Maxine Egner                  | Botswana                   | 58,98   |         |
| 28   | 1     | 6      | Aleka Kylela Persaud          | Guyana                     | 1:01,29 |         |
| 29   | 1     | 2      | Rana Saadeldin                | Sudan                      | 1:04,72 |         |

### Semifinale
Înotătoarele cu cei mai buni 8 timpi au avansat în finală.
| Loc | Serie | Culoar | Înotătoare         | Țară                       | Timp  | Note |
| --- | ----- | ------ | ------------------ | -------------------------- | ----- | ---- |
| 1   | 1     | 4      | Siobhán Haughey    | Hong Kong                  | 52,64 | C    |
| 2   | 1     | 3      | Shayna Jack        | Australia                  | 52,72 | C    |
| 3   | 2     | 3      | Mollie O'Callaghan | Australia                  | 52,75 | C    |
| 4   | 2     | 5      | Yang Junxuan       | China                      | 52,81 | C    |
| 5   | 1     | 5      | Marrit Steenbergen | Olanda                     | 52,86 | C    |
| 6   | 2     | 4      | Sarah Sjöström     | Suedia                     | 52,87 | C    |
| 7   | 2     | 6      | Torri Huske        | Statele Unite ale Americii | 52,99 | C    |
| 8   | 1     | 6      | Gretchen Walsh     | Statele Unite ale Americii | 53,18 | C    |
| 9   | 2     | 1      | Wu Qingfeng        | China                      | 53,34 |      |
| 10  | 1     | 7      | Marie Wattel       | Franța                     | 53,38 |      |
| 11  | 1     | 2      | Anna Hopkin        | Marea Britanie             | 53,74 |      |
| 12  | 1     | 1      | Michelle Coleman   | Suedia                     | 53,75 |      |
| 13  | 1     | 8      | Barbora Seemanova  | Cehia                      | 53,94 |      |
| 14  | 2     | 8      | Neza Klancar       | Slovenia                   | 53,96 |      |
| 15  | 2     | 7      | Kayla Sanchez      | Filipine                   | 54,21 |      |
| 16  | 2     | 2      | Beryl Gastaldello  | Franța                     | 54,29 |      |

### Finala
Rezultate finală.
| Loc | Culoar | Înotătoare         | Țară                       | Timp  | Note |
| --- | ------ | ------------------ | -------------------------- | ----- | ---- |
| 1   | 7      | Sarah Sjöström     | Suedia                     | 52,16 |      |
| 2   | 1      | Torri Huske        | Statele Unite ale Americii | 52,29 |      |
| 3   | 4      | Siobhán Haughey    | Hong Kong                  | 52,33 |      |
| 4   | 3      | Mollie O'Callaghan | Australia                  | 52,34 |      |
| 5   | 5      | Shayna Jack        | Australia                  | 52,72 |      |
| 6   | 6      | Yang Junxuan       | China                      | 52,82 |      |
| 7   | 2      | Marrit Steenbergen | Olanda                     | 52,83 |      |
| 8   | 8      | Gretchen Walsh     | Statele Unite ale Americii | 53,04 |      |